# Hololeptoblatta minor
Hololeptoblatta minor är en kackerlacksart som beskrevs av Bolívar 1924. Hololeptoblatta minor ingår i släktet Hololeptoblatta och familjen småkackerlackor. IUCN kategoriserar arten globalt som starkt hotad.
Artens utbredningsområde är Seychellerna. Inga underarter finns listade i Catalogue of Life.